# Абызов, Владимир Иванович
Владимир Иванович Абызов (9 марта 1925, Кузнецк, Саратовская губерния, РСФСР, СССР — 2 ноября 1986, Москва, СССР) — советский кинодраматург, писатель и сценарист, член Союза писателей СССР (1955—86).

## Биография
Родился 9 марта 1925 года в Кузнецке. Через несколько лет после рождения переехал в Москву и в 1939 году поступил в МАИ, однако, отучившись два курса, был вынужден оставить институт, ибо началась Великая Отечественная война и Абызов был мобилизован в армию и получил должность гвардии рядового 1 стрелковой роты 236 Гвардейского стрелкового Познанского полка 74 Гвардейской стрелковой Нижне-Днепровской ордена Богдана Хмельницкого дивизии 8 Гвардейской Армии. После демобилизации не захотел продолжать учёбу в МАИ и в 1946 году поступил на сценарный факультет ВГИКа, который окончил в 1951 году. В том же году принял решение переехать в Алма-Ату и устроился на работу в Алма-Атинскую киностудию, где получил должность старшего редактора, там же он написал ряд сценариев к документальным и научно-популярным фильмам. В 1959 году устроился на работу на Ялтинскую киностудию, где заведовал сценарным отделом, позже вернулся в Москву.
Скончался 2 ноября 1986 года в Москве.

## Фильмография
- 1955 — Девушка-джигит
- 1956 — Мы здесь живём
- 1959 — На диком бреге Иртыша
- 1961 — Иду к вам!..
- 1971 — 32 неожиданности (короткометражный)